# Liga de Fútbol de Filipinas 2017
La Liga de Fútbol de Filipinas 2017 es la temporada inaugural de la Liga de Fútbol de Filipinas, la primera liga profesional de Filipinas. La liga fue oficialmente lanzada el 21 de abril de 2017 en el hotel Shangri-La at the Fort en Taguig, mientras que el primer partido de la temporada se jugó el 6 de mayo de 2017.

## Equipos
El 24 de noviembre de 2016, se informó de que al menos cinco equipos se unirían a la temporada inaugural de la LPF. Ceres-Negros FC con sede en Bacolod se tralasdó a Davao City, y se formará un nuevo club para representar Bacolod o la región de la Isla Negros. Sin embargo, en el momento del informe, nada había sido confirmado por el club o la Federación Filipina de Fútbol. Ceres más tarde negó informes de declarar que ellos pondrían en marcha un segundo equipo, supuestamente con sede en la ciudad de Dávao.
Ceres, Global, Loyola, Stallion, así como Kaya fueron confirmados por la FFF el 29 de noviembre de 2016 como clubes oficiales para la temporada inaugural de 2017, y se estuvo proyectando otros tres clubes que se unirían luego. En diciembre de 2016, JP Voltes se unió a la lista de los clubes confirmados.
Se informó que un total de diez clubes expresaron interés en unirse a la liga, ocho de los cuales habían presentado los documentos requeridos por el FFF de acuerdo con el Secretario General, Ed Gastanes. Green Archers United y un club propiedad de la firma de Gestión de Puertos de Servicios Internacionales fueron los dos clubes que retiraron su oferta para participar en la liga. Para el 1 de abril de 2017, la FFF confirmó la participación de 8 clubes.

### Ciudades y estadios
La FFF confirmó los siguientes clubes, con sus ubicaciones y estadios para competir en la temporada inaugural de la Liga de Fútbol de Filipinas
| Club            | Ciudad                 | Ciudad             | Estadio                   | Capacidad |
| Club            | Ciudad / Municipalidad | Provincia          | Estadio                   | Capacidad |
| --------------- | ---------------------- | ------------------ | ------------------------- | --------- |
| Ceres-Negros    | Bacólod                | Negros Occidental  | Panaad                    | 8,000     |
| Davao Aguilas   | Tagum                  | Dávao del Norte    | C.D. Davao del Norte      | 3,000     |
| Global Cebu     | Cebu City              | Cebú               | Universidad de San Carlos | 8,000     |
| Ilocos United   | Vigan                  | Ilocos Sur         | Quirino                   | 5,000     |
| JPV Marikina    | Marikina               | N/A (Metro Manila) | C.D. Marikina             |           |
| Kaya            | Makati                 | N/A (Metro Manila) | Universidad de Makati     | 4,000     |
| Meralco Manila  | Manila                 | N/A (Metro Manila) | Conmemorativo Rizal       | 12,873    |
| Stallion Laguna | Biñan                  | Laguna             | Biñan                     | 2,580     |

### Personnel
| Club            | Entrenador      | Capitán            | Indumentaria   | Patrocinador                        |
| --------------- | --------------- | ------------------ | -------------- | ----------------------------------- |
| Ceres–Negros    | Risto Vidakovic | Carli De Murga     | Puma           | Ceres                               |
| Davao Aguilas   | Gary Phillips   | Jason Cordova      | LGR Sportswear | Phoenix Petroleum                   |
| Global Cebu     | Toshiaki Imai   | Misagh Bahadoran   | LGR Sportswear |                                     |
| Ilocos United   | Ian Gillan      | John Kanayama      | Puma           | Metro Global Pool World Philippines |
| JPV Marikina    | Dan Padernal    | Masaki Yanagawa    | LGR Sportswear | JK Mart BranchForth Santouka-Ramen  |
| Kaya            | Chris Greatwich | Alexander Borromeo | LGR Sportswear | Gatorade LBC Yellow Cab ISUZU       |
| Meralco Manila  | Aris Caslib     | James Younghusband | Mizuno         | Meralco Jollibee Maybank Delimondo  |
| Stallion Laguna | Ernest Nierras  | Ruben Doctora      | Nixáre         | Giligan's Restaurant Belmont Hotel  |

### Extranjeros
Un máximo de cuatro jugadores extranjeros son permitidos por club de acuerdo a la regla de la AFC 3+1 rule; tres jugadores de cualquier nacionalidad y un cuarto jugador de una nac̪on miembro de la AFC.
Los nombres en negrilla indica que el jugador fue registrado durante la mitad de la temporada,
| Club            | Jugador 1       | Jugador 2          | Jugador 3          | Jugador AFC     |
| --------------- | --------------- | ------------------ | ------------------ | --------------- |
| Ceres-Negros    | Manuel Herrera  | Bienvenido Marañón | Fernando Rodríguez | Kota Kawase     |
| Davao Aguilas   | Marko Trkulja   | Nikola Grubješić   | Miloš Krstić       |                 |
| Global Cebu     | Sekou Sylla     | Wesley Santos      | Yu Hoshide         | Shu Sasaki      |
| Ilocos United   | Valentine Kama  | Baba Sampana       | William Ebanda     |                 |
| JPV Marikina    | Masaki Yanagawa | Takumi Uesato      | Atsushi Shimono    | Takashi Odawara |
| Kaya Makati     | Alfred Osei     | Jordan Mintah      | Robert Lopez Mendy | Masanari Omura  |
| Meralco Manila  | Joaquín Cañas   | Milan Nikolić      | Hunter Harrison    | Tahj Minniecon  |
| Stallion Laguna | Ryota Ishikawa  | Roland Sadia       |                    | Ryo Tamiya      |

## Tabla de posiciones
| Pos | Equipo   | PJ | PG | PE | PP | GF | GC | Dif | Pts |
| --- | -------- | -- | -- | -- | -- | -- | -- | --- | --- |
| 01. | Meralco  | 05 | 5  | 0  | 0  | 12 | 02 | +10 | 15  |
| 02. | JPV      | 06 | 4  | 0  | 2  | 12 | 06 | +6  | 12  |
| 03. | Global   | 05 | 3  | 1  | 1  | 09 | 04 | +5  | 10  |
| 04. | Kaya     | 06 | 3  | 1  | 2  | 09 | 08 | +1  | 10  |
| 05. | Ceres    | 03 | 1  | 1  | 1  | 03 | 03 | +0  | 4   |
| 06. | Águila   | 05 | 0  | 2  | 3  | 03 | 08 | -5  | 2   |
| 07. | Stallion | 05 | 0  | 2  | 3  | 02 | 11 | -9  | 2   |
| 08. | Ilocos   | 05 | 0  | 1  | 4  | 04 | 12 | -8  | 1   |

Pts = Puntos; PJ = Partidos jugados; G = Partidos ganados; E = Partidos empatados; P = Partidos perdidos; GF = Goles anotados; GC = Goles recibidos; Dif = Diferencia de goles

(C) = Campeón.

Fuente:

## Estadísticas

### Goleadores
| Posición | Jugador            | Equipo         | Goles |
| -------- | ------------------ | -------------- | ----- |
| 1        | Takumi Uesato      | JPV Marikina   | 5     |
| 2        | Dylan de Bruycker  | Davao Aguilas  | 3     |
| 2        | Shu Sasaki         | Global Cebu    | 3     |
| 2        | Takashi Odawara    | JPV Marikina   | 3     |
| 2        | James Younghusband | Meralco Manila | 3     |